# ザンドラ・レッペ
ザンドラ・レッペ（Zandra Reppe、1973年12月23日 - ）は、スウェーデンのエステルスンド出身の女子アーチェリー選手。2008年には北京パラリンピックの個人コンパウンドオープンに出場し、予選のランキングラウンドでイギリスのダニエル・ブラウンに次ぐ2位の658ポイントのスウェーデン記録で予選を突破したものの、決勝トーナメントの1回戦で日本の神谷千恵子に106-107のわずかな差で敗れた。